# Нејтан Хирајама
Нејтан Хирајама (енгл. Nathan Hirayama; 23. март 1988) професионални је канадски рагбиста, који тренутно игра за БК Берс. Висок је 183 цм, тежак је 90 кг и игран позицији број 10 - отварач. Већ са 18 година, дебитовао је за рагби 7 репрезентацију Канаде. За рагби 15 репрезентацију Канаде је дебитовао 2008. против Португала. За репрезентацију Канаде одиграо је до сада 23 тест мечева и постигао 47 поена. Играо је на 2 светска првенства (2007, 2011). Његов отац Гери Хирајама такође је био канадски репрезентативац.